# 神戸多聞教会
神戸多聞教会(こうべたもんきょうかい)は兵庫県神戸市兵庫区にある、元日本組合基督教会で現在は日本キリスト教団に所属する教会である

## 歴史
1876年(明治9年)に多聞通り5丁目に18名の信徒により講義所が設立される。1877年(明治10年)に摂津第一公会(現、日本基督教団神戸教会)を母体にして、日本組合基督教会の第9番目の教会として正式に設立された。最初は、横山円造が教務主任で、J・T・ギューリックやJ・L・アッキンソンなどのアメリカンボードの宣教師たちや村上俊吉らが助けた。
1881年(明治14年)に初代牧師杉浦義一が初代牧師になる。第2代目の牧師長田時行時代の、1890年には受洗者282名、入会者55名の関西有数の教会になる。1914年(大正3年)の神戸電鉄敷設により、神戸市有馬道荒田町(神戸市兵庫区荒田町)に移転する。1915年(大正4年)新会堂の献堂式を行う。
1945年(昭和20年)3月17日の神戸大空襲により会堂を焼失する。戦後、1950年(昭和25年)にアメリカ合衆国からの会堂復興基金により現会堂を新築する。

## 歴代牧師
- 杉浦義一（初代:1881-1886）
- 長田時行（第2代目:1886-1902）
- 松井文弥（第3代目:1902-1908）
- 今泉真幸（第4代目:1909-1942）
- 丹羽巌（第5代目:1942-1945）
- 入江源次郎
- 佐藤健男
- 勝山安太郎
- 高道基
- 清水昭
- 宮川経裕
- 北里秀郎
- 平山武秀
- 山本一
- 栄元利男
- 近藤誠

## 主な信徒
- 左近允孝之進（神戸訓育院創設者:現、兵庫県立盲学校）
- 村松浅四郎（免囚保護事業「神戸愛隣館」創設者）
- 矢野設（神戸孤児院院長:現、社会福祉法人神戸真塾）[1]
- 今関秀雄（神戸訓育院院長）
- 小松はる（大逆事件に連座した小松丑治の妻）

## 出身者
- 今村好太郎（日本基督教会牧師）